# Andrena fulica
Andrena fulica är en biart som beskrevs av Warncke 1974. Andrena fulica ingår i släktet sandbin, och familjen grävbin. Inga underarter finns listade i Catalogue of Life.